# Propachlor
Propachlor ist ein Wirkstoff zum Pflanzenschutz und eine chemische Verbindung aus der Gruppe der Carbonsäureamide.

## Gewinnung und Darstellung
Propachlor kann durch Reaktion von Anilin mit 2-Chlorpropan und anschließend mit Chloressigsäurechlorid hergestellt werden.

## Eigenschaften
Propachlor ist ein brennbarer weißer geruchloser Feststoff, der sehr schwer löslich in Wasser ist.

## Verwendung
Propachlor wurde als Herbizid verwendet. Es wurde 1964 in den USA zugelassen und in den 1990er Jahren wurden in den USA noch jährlich über 1000 Tonnen eingesetzt. Inzwischen ist die jährlich ausgebrachte Menge in den USA jedoch auf Null zurückgegangen.

## Zulassung
Da davon auszugehen ist, dass der Wirkstoff sich schädlich auf das Grundwasser auswirkt, wurde er nicht in den Anhang I der Richtlinie 91/414/EWG aufgenommen und alle Zulassungen für Pflanzenschutzmittel mit diesem Stoff widerrufen. Auch in der Schweiz sind keine Pflanzenschutzmittel mit diesem Wirkstoff zugelassen.